# San Pawl il-Baħar
 (mai 2023).
Si vous disposez d'ouvrages ou d'articles de référence ou si vous connaissez des sites web de qualité traitant du thème abordé ici, merci de compléter l'article en donnant les références utiles à sa vérifiabilité et en les liant à la section « Notes et références ».
San Pawl il-Baħar (en anglais St Paul's Bay) est une ville située au nord-ouest de Malte, à 16 kilomètres de la capitale La Valette. Son nom fait référence au naufrage de saint Paul, tel que documenté dans les Actes des Apôtres, qui se serait produit dans les îles de Saint-Paul de la baie de Saint-Paul.
Le Kunsilli Lokali ta' San Pawl il-Baħar (Conseil local) réunit en plus de la localité de San Pawl il-Baħar, les villes et villages de Burmarrad, Qawra, Buġibba, Xemxija, Mselliet et San Martin, de même que des quartiers de Bidnija, Mistra et Għajn Tuffieħa.
La ferme Ta' Tabibu est considérée comme la plus ancienne construction de la ville.
La population résidente de la ville est d'environ 21 000 habitants ; elle augmente jusqu'à environ 60 000 personnes de juin à septembre. Cet afflux de population est dû aux résidents estivaux maltais, de même qu'aux touristes qui descendent dans les hôtels, principalement à Buġibba et Qawra.

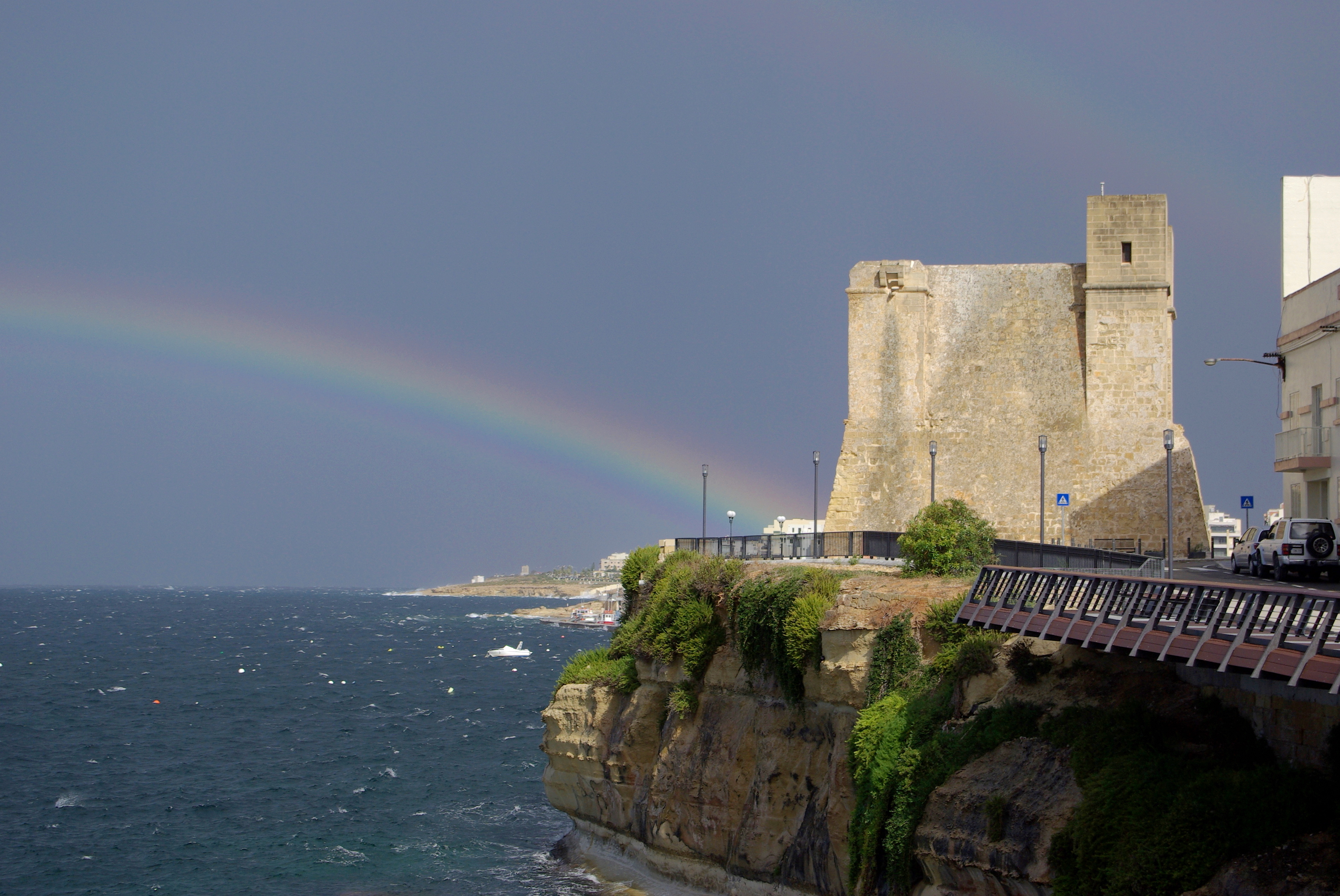
La tour Wignacourt de San Pawl il-Baħar, à Malte, une des fortifications dressées par les chevaliers de Malte.
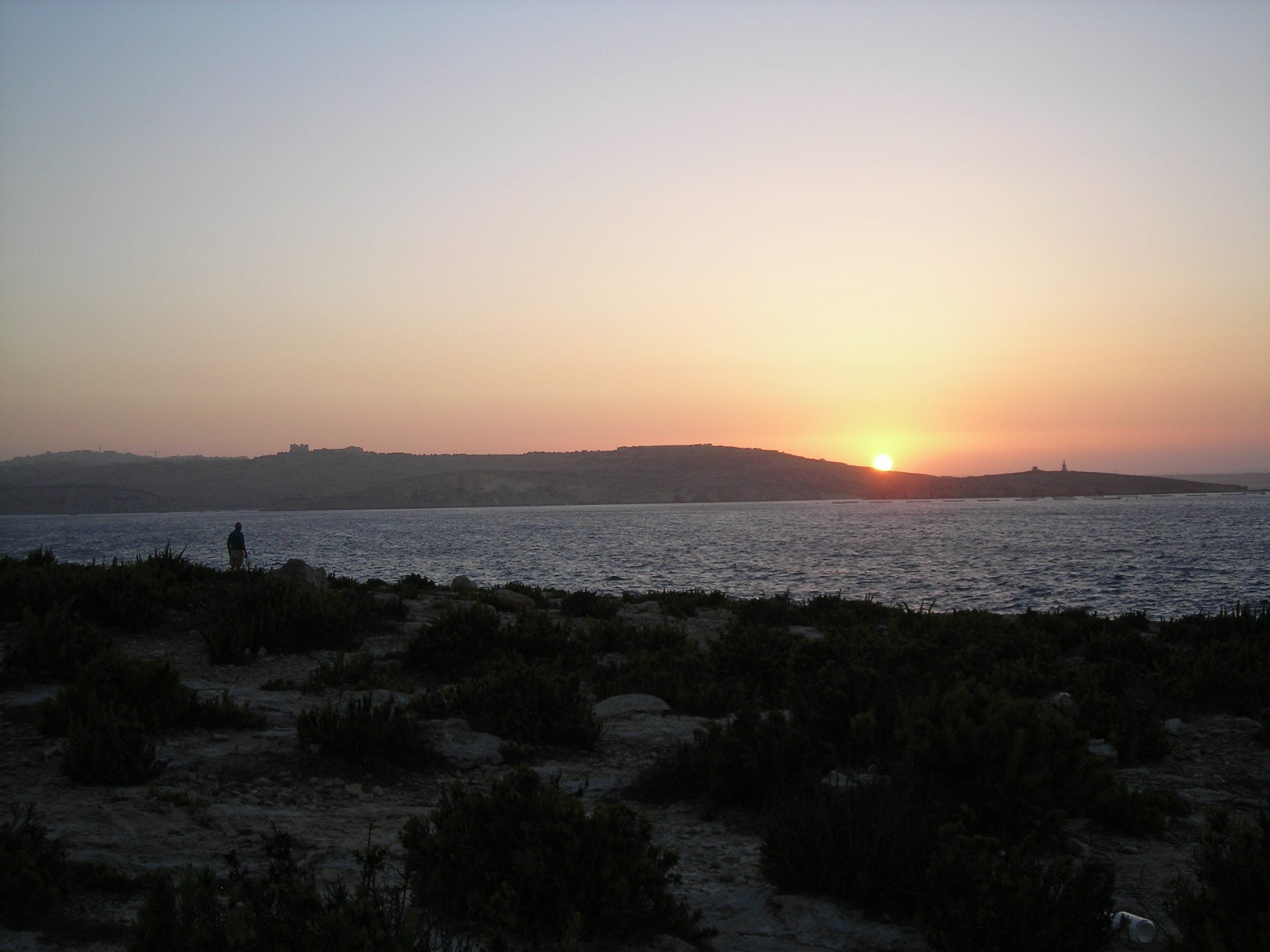
La baie de Saint-Paul

## Géographie
| Mellieħa | Mer Méditerranée  |        |
| Mġarr    | San Pawl il-Baħar | Naxxar |
|          | Mosta             |        |

## Jumelages
La ville de San Pawl il-Baħar est jumelée avec :
- Chaum (France)
- Ágios Pávlos (Thessalonique) (Grèce)
- Oroslavje (Croatie)